# Poseidon (Film)
Poseidon ist ein Katastrophenfilm des deutschen Regisseurs Wolfgang Petersen aus dem Jahr 2006. Er ist eine Neuverfilmung von Ronald Neames Die Höllenfahrt der Poseidon (1972) und wurde unter anderem von den Filmstudios Warner Bros., Radiant Productions, Next Entertainment Inc., Walt Disney Company und den Virtual Studios produziert. Der Film feierte seine Weltpremiere am 10. Mai 2006; der deutsche Kinostart war am 13. Juli 2006. Er basiert auf dem Roman Schiffbruch / Der Untergang der Poseidon von Paul Gallico.

## Handlung
Die Silvesterfeierlichkeiten auf der Poseidon, die sich auf ihrer Atlantiküberquerung mit Ziel New York befindet, sind im vollen Gange. Das zwanzigstöckige Passagierschiff, mit 800 prunkvollen Kabinen und dreizehn Passagierdecks ausgestattet, ist nach dem griechischen Gott des Meeres Poseidon benannt. Über 335 Meter lang und 4000 Menschen fassend, gehört es zu den größten und luxuriösesten Kreuzfahrtschiffen seiner Zeit. Während ein Großteil der Passagiere Captain Bradfords Neujahrsansprache im eleganten Ballsaal verfolgt und das Jahr mit dem traditionellen schottischen Musikstück Auld Lang Syne willkommen heißt, bemerkt der Erste Offizier auf der Brücke etwas Ungewöhnliches am nächtlichen Horizont. Das seltsame Objekt entpuppt sich bei näherer Betrachtung als eine riesige, fünfzig Meter hohe Monsterwelle, die sich mit rasender Geschwindigkeit dem Schiff nähert. Der Versuch der Besatzung, die Poseidon in eine günstigere Position zu manövrieren, schlägt fehl und das Kreuzfahrtschiff wird mit voller Wucht von der riesigen Wasserwand auf der Steuerbordseite getroffen. Der Luxusliner legt sich auf die Seite und kentert wenige Sekunden später. Die Passagiere und Besatzungsmitglieder stürzen im freien Fall in die Tiefe und werden von umherfliegendem Interieur und Trümmern verletzt oder getötet. Wasser dringt durch die zerbrochenen Fenster ein, während zerstörte Gas- und Ölleitungen Brände an Bord auslösen. Zur gleichen Zeit fällt fast der gesamte Strom auf der Poseidon aus und der Großteil des kieloben auf dem Ozean schwimmenden Schiffes wird in Dunkelheit getaucht und ins Chaos gestürzt.
Wie durch ein Wunder überleben mehrere hundert Menschen das Unglück im noch intakten Ballsaal, der sich nun unter der Wasseroberfläche befindet. Obwohl Captain Bradford an die Passagiere appelliert, im Ballsaal auf Rettung zu warten, ignoriert der professionelle Glücksspieler Dylan Johns die Anweisungen. Als er dem jungen Conor James von seinem Vorhaben berichtet, auf eigene Faust aus dem gekenterten Schiff zu entkommen, informiert dieser seine alleinerziehende Mutter Maggie über den Plan des Mitreisenden. Schon bald findet die aufgeregte Diskussion zwischen Mutter und Sohn Gehör bei Robert Ramsey, einem ehemaligen Feuerwehrmann und Bürgermeister der Stadt New York. Ramsey ist auf der Suche nach seiner 19-jährigen Tochter Jennifer, die das Silvesterfest mit ihrem Freund Christian in der Borddisco verbringen wollte, die sich nach dem Kentern des Schiffes ein Deck über dem Ballsaal befindet. Der trinkfreudige Spieler Lucky Larry und der schwule Mittfünfziger Richard Nelson, der die Gruppe mit seinen zynischen Bemerkungen ermuntert, den Ballsaal so schnell wie möglich zu verlassen, schließen sich an. Nelson hatte die Schiffsreise mit seiner großen Liebe antreten sollen, der ihn aber für einen anderen Mann verließ. Während er allein an Deck war und sich vorbereitet hatte, mit einem Sprung über die Reling seinem Leben ein Ende zu setzen, hatte er die riesige Wasserwand erblickt und war in den Ballsaal geflüchtet. Der zunächst sehr egoistische Dylan weigert sich jedoch, für die Handvoll Menschen die Verantwortung zu übernehmen und so schlüpft Ramsey in die Rolle des Anführers. Er will sie mit Hilfe des einfallsreichen Schiffskellners Valentin, dem der Bürgermeister anbietet, mehr als das Doppelte seines Jahreseinkommens zu zahlen, durch das Labyrinth an Fluren sicher nach draußen führen.
Noch ehe der Ballsaal implodiert und die dort ausharrenden Menschen zu Tode kommen, gelingt es Ramsey und den übrigen Gruppenmitgliedern, in den rauchenden Trümmern der Diskothek Jennifer und Christian zu finden. Die panische Jennifer, die sich noch Stunden zuvor heimlich mit ihrem Freund verlobt hatte, versucht verzweifelt, den unter Metallteilen verschütteten Christian zu befreien. Unterstützt wird sie dabei von der schüchternen Elena. Unfähig, die Kosten für eine Reise nach New York zu bezahlen, wo ihr Bruder im Krankenhaus liegt, hatte sich die Südländerin durch den Schiffskellner Valentin die Passage auf der Poseidon erschlichen. Die unter klaustrophobischen Panikanfällen leidende Frau schließt sich wie auch Jennifer und Christian der Gruppe Ramseys an. Gemeinsam bahnen sie sich einen Weg durch die von Trümmern, Feuer und Leichen übersäten Decks, während die Poseidon langsam zu sinken beginnt. Es ist ein gefährlicher Weg, den sie nur überstehen können, wenn sie einander helfen und vertrauen. Dylan überwindet dabei nach und nach seinen Egoismus, besonders wenn es um Maggie und Conor geht.
Auf dem Weg nach draußen verlieren sie erst Valentin, der in einem Fahrstuhlschacht abstürzt, dann Larry, der von einem herabstürzenden Motor des Schiffs erschlagen wird, und schließlich stirbt noch Elena, als sie versucht, sich aus einem Wirrwarr an Leitungen unter Wasser zu befreien und mit dem Kopf tödlich gegen eine Metallkante stößt.
Die restlichen Überlebenden erreichen schließlich das Bugstrahlruder, müssen aber feststellen, dass die Propeller noch laufen und ihnen damit den Weg zur rettenden Wasseroberfläche versperren. Robert opfert sich daraufhin für die Gruppe und schwimmt zum Kontrollraum, wo er versucht, die Propeller abzuschalten. Zunächst kann er die Luft noch anhalten, aber die Propeller-Notabschaltung funktioniert nicht mehr. Kurz bevor er ertrinkt, kann er noch den Schalter für die Umkehr der Propellerrichtung betätigen. Der in die Gegenrichtung drehende Propeller erzeugt eine Sogwirkung, die es nun ermöglicht, einen Gegenstand in den Propeller zu werfen, um ihn somit zu blockieren. Unter Lebensgefahr, aufgrund der immer stärker werdenden Sogwirkung, gelingt es Dylan, eine Gasflasche in den Propeller zu werfen, welche explodiert und den Propeller zum Stillstand bringt.
Schließlich gelangen sie an die Wasseroberfläche. Dort können sie sich auf einem Rettungsfloß in Sicherheit bringen. Plötzlich fängt das Schiff an zu kentern und droht, die sechs Überlebenden mit in die Tiefe zu reißen. Doch sie bringen sich durch schnelles Fortrudern aus dem Gefahrenbereich des Sogs. Als das Schiff die Wendung vollzogen hat, sehen die Überlebenden nochmals das Oberdeck. Danach versinkt die Poseidon endgültig im Atlantischen Ozean. Dylan schießt mit einer Leuchtpistole, welche sich auf dem Rettungsfloß befand, ein Notsignal ab. Wenig später werden sie von den Suchscheinwerfern zweier Hubschrauber entdeckt und gerettet.

## Entstehungsgeschichte
Poseidon basiert auf Paul Gallicos Roman Schiffbruch (The Poseidon Adventure), der 1969 in den USA veröffentlicht wurde. Seinerzeit fand Gallicos Werk nur wenig Beachtung und gelangte erst durch Ronald Neames 1972 gedrehten Katastrophenfilm Die Höllenfahrt der Poseidon (The Poseidon Adventure) zu Ruhm. Die Produktion mit Gene Hackman, Ernest Borgnine und Shelley Winters in den Hauptrollen stand in der Gunst von Kritikern und Kinopublikum und erhielt bei der Oscarverleihung 1973 den Preis für den besten Filmsong und den Sonderoscar für die Spezialeffekte sowie sieben weitere Nominierungen. Gallico war durch eine Atlantiküberfahrt mit der Queen Mary zu der Geschichte inspiriert worden. Er war mit weiteren Passagieren des Luxusliners der Reederei Cunard-Line beim Frühstück von einer riesigen Welle überrascht worden, die das Schiff traf. Schon vorher hatte der Schriftsteller von einem Zwischenfall erfahren, der der Queen Mary im Zweiten Weltkrieg widerfahren war: Das Schiff, als Truppentransporter umgerüstet, befand sich mit amerikanischen Soldaten auf dem Weg nach Europa, als es im Nordatlantik von einer gigantischen Welle getroffen wurde, die die Queen Mary zum Kentern gebracht haben würde, hätte sie sich nur fünf Zoll (etwa 12 cm) mehr auf die Seite gerollt.
Nach Das Boot und Der Sturm ist dies der dritte Film, in dem sich Wolfgang Petersen des Meeres als Schauplatz der Handlung annimmt. Der deutsche Regisseur, der 1981 mit Das Boot seinen internationalen Durchbruch im Kino feierte, bezeichnet das Wasser als gefährlichstes, dramatischstes und unberechenbarstes der Elemente. Monsterwellen, so genannte freak waves, galten bis Mitte der 1990er Jahre als reine Erfindungen. Radaraufnahmen von einem Nordseeölfeld dokumentierten jedoch fast 500 Riesenwellen in den letzten zwölf Jahren. Die europäische Raumfahrtorganisation ESA schließt nicht aus, dass diese auch für den Untergang von 200 Supertankern und Frachtschiffen in den letzten zwanzig Jahren verantwortlich sein könnten, darunter auch den des deutschen LASH-Carriers München.
Die Dreharbeiten für die auf hundert Drehtage angesetzte Produktion begannen ab 18. Juni 2005 in den Filmstudios der Warner Bros. in Burbank, Kalifornien, sowie in Los Angeles, wo unter anderem die Disco-Szenen im Nightclub des L.A. Staples Center entstanden. Wolfgang Petersen verließ sich beim Schauspielensemble sowohl auf altgediente Mimen wie Kurt Russell und den Oscar-Preisträger Richard Dreyfuss als auch auf junge Schauspieler wie etwa Josh Lucas, Jacinda Barrett, Emmy Rossum, Mía Maestro oder Mike Vogel. Die teuren Interieurs, bei denen man sich im Gegensatz zu Poseidon Inferno an der modernen Queen Mary 2 orientierte, wurden in zwei Varianten, der Originalausstattung und der umgekehrten, gekenterten Version in einem Studio der Warner Bros. aufgebaut. Alle Filmsets wurden auf fünf Bühnen errichtet, darunter der berühmte Wassertank von Stage 16, in dem Petersen fünf Jahre zuvor an Der Sturm gearbeitet hatte und wo nun der zerstörte Ballsaal installiert wurde. Im benachbarten Studio 19 wurde der Ballsaal kurz vor dem Kentern aufgebaut. Die Poseidon wurde vollständig am Computer animiert, nachdem klar war, dass kein existierendes Passagierschiff für die Visionen Wolfgang Petersens herhalten konnte, der in der Poseidon das neueste, beste, größte und luxuriöseste Schiff seiner Zeit sah. Die US-amerikanische Spezialeffekt-Firma Industrial Light and Magic (ILM), die schon bei Der Sturm für die Wasseranimationen zuständig war, nutzte eine neue Bild-Rendering-Technik für die detailgenaue Visualisierung des zwanzig Decks hohen Schiffs und der hereinbrechenden Riesenwelle. Durch Verwendung der CGI-Technik entstanden mehr als 600 Visual-Effects-Szenen, für die der Leiter der Visuellen-Effekte-Abteilung, Boyd Shermis, zuständig war. Ergänzt wurde die Filmcrew durch den Kameramann und Oscar-Preisträger John Seale und den Filmeditor Peter Honess, die bereits mit Petersen an Der Sturm bzw. Troja zusammengearbeitet hatten. Für die Filmmusik zeigte sich der deutsche Filmkomponist Klaus Badelt verantwortlich. Der Drehbuchautor Mark Protosevich unternahm eine Reise auf der Queen Mary 2, um sich für die Arbeit an Poseidon vorzubereiten.

## Rezeption
Vor seiner Veröffentlichung galt Poseidon neben Superman Returns als eine der wichtigsten Produktionen des Kinojahres 2006. Der 160 Mio. US-Dollar teure Katastrophenfilm feierte seine Weltpremiere am 10. Mai 2006 auf den Philippinen, zwei Tage später war der US-amerikanische Kinostart angesetzt. Im Vorfeld erhielt Poseidon eine PG-13 Einstufung, die empfiehlt, Wolfgang Petersens Film erst Jugendlichen ab 13 Jahren zugänglich zu machen. Der Film stieg am 14. Mai 2006 mit einem Einspielergebnis von 22 Mio. US-Dollar auf Platz zwei der US-amerikanischen Kinocharts hinter Mission: Impossible III ein. Der große finanzielle Erfolg blieb jedoch aus und Poseidon spielte bis zum 28. Mai nur einen Umsatz von 46 Mio. US-Dollar ein. US-amerikanische Kritiker lobten die visuellen Effekte des Films, konstatierten aber Schwächen im Filmskript, so unter anderem, dass die Handlung zu viele Klischees enthalte. In deutschen Kinos war Poseidon seit dem 13. Juli 2006 zu sehen, auch hier mit mäßigem Erfolg. Der Film wurde neben konventionellen Kinos auch in IMAX-Filmtheatern veröffentlicht, wo er durch das IMAX DMR-Verfahren in digital überarbeiteter Bild- und Tonqualität vorliegt. Im deutschen frei empfangbaren Fernsehen war der Film erstmals am Neujahrstag 2009 im ersten Programm der ARD zu sehen.

## Kritiken
„Aus dem dramatischen Katastrophenfilm Die Höllenfahrt der Poseidon (1972) wird in der hektischen und überladenen Neuverfilmung ein hohles und unberührendes Klischee-Abenteuer, in dem die äußerlichen Aspekte einer Schiffskatastrophe jede Vertiefung der Charaktere erschlagen. Ein Paradebeispiel dafür, wie auch ein talentierter Regisseur an einem schlechten Drehbuch und an der Uniformität heutiger Special-Effects-Filme scheitern kann.“

„… eine wassergeflutete, entbehrliche Neuverfilmung des geschmacklosen Blockbusters aus der 70er-Jahre-Blütezeit der Katastrophenfilme.“

„(Eine) exzellente, anspruchslose, unterhaltsame Neuverfilmung.“

„Seine Intensität ist zweifellos physikalischer Natur, die beabsichtigte emotionale Bedeutung taucht in einem gefühllosen Angriff von Tod, Gefahr und Verwegenheit als ein Bündel von hauptsächlich nervigen, ichbezogenen Passagieren unter, die sich ihren Weg an die Oberfläche erkämpfen.“

„Sie werden unterhalten, wenn Sie den Klischees vergeben und sich von Petersens visuellen Effekten fesseln lassen, von der Wasser-Lawine im Ballsaal bis zum unheimlichen Anblick des überfluteten Unterdecks, wo Leitungen die Form von tödlichen Tentakeln annehmen.“

„Poseidon ist eine durchweichte Geschichte, mit einem Drehbuch, das mit Klischees überflutet wird. Er ertrinkt fast unter der Last seiner eigenen feuchten Langwierigkeit.“

„Petersens Bootsfahrt – große Welle, viel Wasser, wenig Tiefgang.“

## Deutsche Synchronfassung
Die deutsche Synchronbearbeitung entstand bei der FFS Film- & Fernseh-Synchron in Berlin. Marianne Groß schrieb das Dialogbuch und führte Dialogregie.
| Darsteller       | Deutscher Sprecher | Rolle            |
| ---------------- | ------------------ | ---------------- |
| Josh Lucas       | Thomas Nero Wolff  | Dylan Johns      |
| Kurt Russell     | Manfred Lehmann    | David Ramsey     |
| Jacinda Barrett  | Melanie Pukaß      | Maggie James     |
| Richard Dreyfuss | Kaspar Eichel      | Richard Nelson   |
| Jimmy Bennett    | Sebastian Kluckert | Connor James     |
| Emmy Rossum      | Marie Bierstedt    | Jennifer Ramsey  |
| Mike Vogel       | Ozan Ünal          | Christian        |
| Mía Maestro      | Carola Ewert       | Elena            |
| Andre Braugher   | Oliver Siebeck     | Captain Bradford |
| Kevin Dillon     | Tobias Kluckert    | Lucky Larry      |
| Freddy Rodríguez | Marius Clarén      | Marco Valentin   |
| Fergie           | Debora Weigert     | Gloria           |
| Gordon Thomson   | Uwe Jellinek       | Jay              |
| Kirk B.R. Woller | Peter Reinhardt    | Chief Reynolds   |

## Hintergrund
- Während der Silvesterparty wird die Schiffskapelle von Stacy Ferguson alias Fergie angeführt, Sängerin der Hip-Hop-Band Black Eyed Peas. Als Bordentertainerin Gloria interpretiert Ferguson neben dem traditionellen Auld Lang Syne auch die Ballade Won't Let You Fall und die Dancenummer Bailamos.
- Um in seiner Rolle als Schiffskapitän so authentisch wie möglich zu wirken, erhielt der Schauspieler Andre Braugher Unterricht über den Antrieb von Schiffen und deren Navigation, sowie Sicherheitsübungen.
- Für die Errichtung der 22 Meter hohen, fünf Decks fassenden Lobby war eine 100 Menschen zählende Crew fünf Monate beschäftigt. Ungefähr 350 Tonnen Stahl wurden dazu verarbeitet.
- Ebenfalls als Passagiere wirkten 65 Dummys mit, die von der KNB Efx Group hergestellt worden waren. Die Firma war auch an der Fantasy-Produktion Die Chroniken von Narnia: Der König von Narnia (2005) beteiligt.
- Während der Dreharbeiten waren stets professionelle Taucher anwesend, um im Notfall eingreifen zu können. Schauspieler wie Josh Lucas und Kurt Russell absolvierten die meisten ihrer Stunts ohne ein Double.
- Der Film war kommerziell gesehen ein sehr bescheidener Erfolg. Die Produktionskosten von ca. 150 Millionen Dollar konnte er gerade wieder einspielen.
- 2005 gab es bereits einen TV-Film mit dem Titel Der Poseidon-Anschlag, dessen Handlung ebenfalls auf dem Roman von Paul Gallico basiert.

## Auszeichnungen
- Der Film wurde für einen Oscar 2007 in der Kategorie Beste visuelle Effekte nominiert.
- In der Kategorie Goldene Himbeere/Schlechteste Neuverfilmung oder billigster Abklatsch wurde der Film für den Negativpreis Goldene Himbeere 2007 nominiert.
- 2007 wurde der Film für die Visual Effects Society Awards in folgenden drei Kategorien nominiert:
  - Bester einzelner visueller Effekt des Jahres
  - Beste Effekt-Zusammensetzung
  - Beste kreierte Umwelt in einem Realfilm